# بریتیش ایروسپیس سی هاریر
بریتیش ایروسپیس سی هاریر (به انگلیسی: British Aerospace Sea Harrier) یک هواپیمای ساختِ کارخانهٔ هاوکر سیدلی در کشور بریتانیا است. نخستین استفاده‌کنندهٔ این هواپیما نیروی دریایی پادشاهی بریتانیا بوده است.